# Parochetus
Parochetus ist eine Pflanzengattung in der Unterfamilie der Schmetterlingsblütler (Faboideae) innerhalb der Familie der Hülsenfrüchtler (Fabaceae). Sie enthält nur zwei Arten, die in Afrika und Asien verbreitet sind.

## Beschreibung

### Vegetative Merkmale
Bei den beiden Parochetus-Arten handelt es sich um ausdauernde krautige Pflanzen. Die Stängel sind niederliegend bis aufsteigend. Sie bewurzeln manchmal an den Knoten (Nodien) und bilden manchmal Knollen.
Die wechselständig und spiralig am Stängel verteilt angeordneten Laubblätter sind in Blattstiel und -spreite gegliedert. Der Blattstiel ist relativ lang. Die Blattspreite ist dreiteilig unpaarig gefiedert. Die ganzrandige bis gezähnte Fiederblättchen sind verkehrt-herzförmig mit schmal bis breit keilförmiger Basis. Die zwei Nebenblätter sind frei oder an ihrer mit den Blattstielen verwachsen.

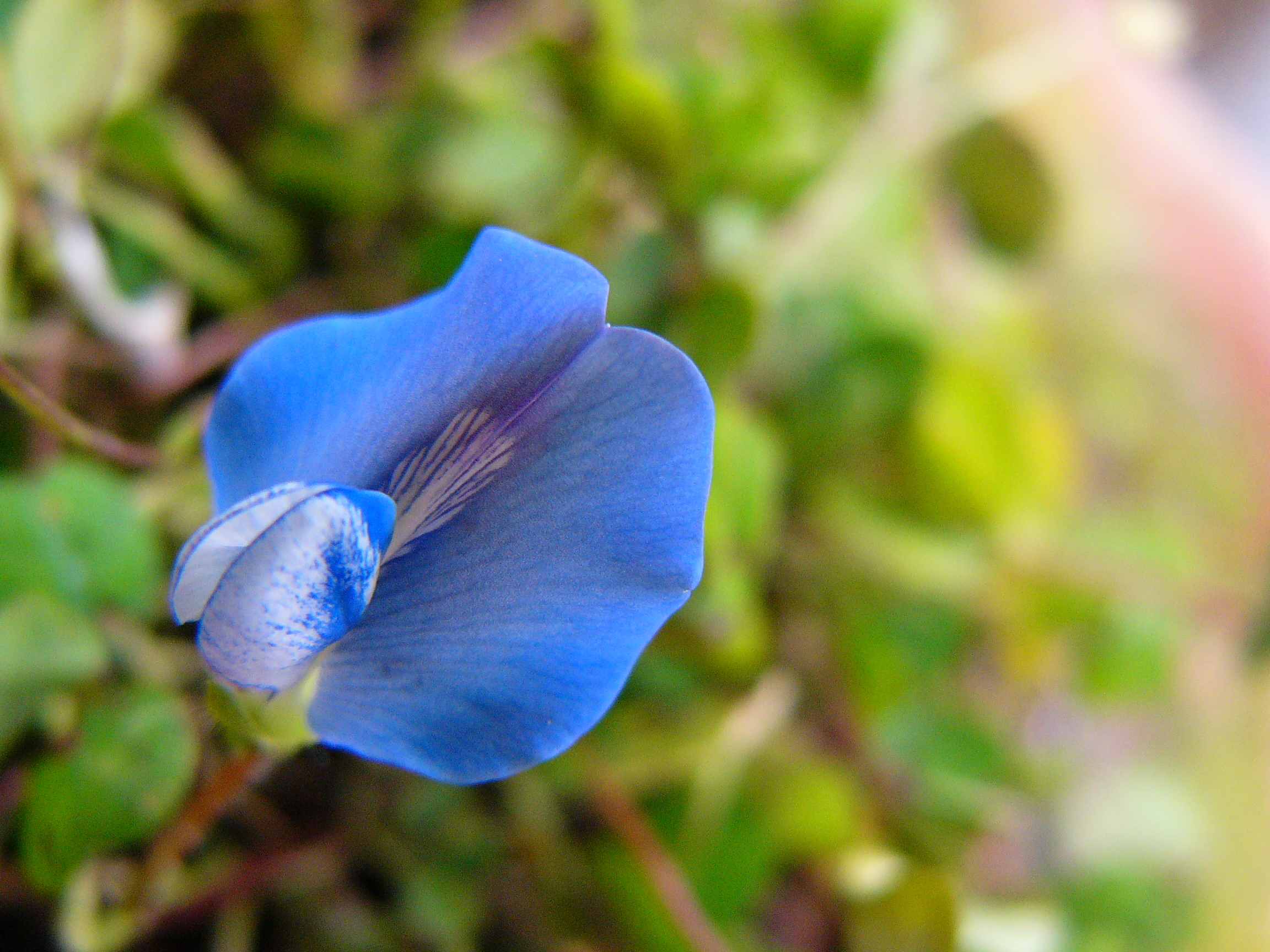
Blüte von Parochetus communis

### Generative Merkmale
Die Blütenstandsschäfte sind aufrecht oder zurückgebogen bei der Fruchtreife. Die Blüten stehen einzeln bis zu dritt in seitenständigen, doldigen Blütenständen. Über den Deckblättern stehen die Blütenstiele.
Die zwittrigen Blüten sind zygomorph und fünfzählig mit doppelter Blütenhülle. Von den fünf verwachsenen Kelchblättern sind die zwei oberen fast auf ihrer ganzen Länge verwachsen. Die fünf meist blauen, selten weißen Kronblätter sind nicht mit den Staubblättern verwachsen. Die verkehrt-eiförmige bis längliche Fahne ist genagelt. Die beiden Flügel sind sichelförmig-länglich und geöhrt. Das breit dreieckig-sichelförmige Schiffchen ist kürzer als die Flügel. Es sind zehn Staubblätter vorhanden. Das einzelne kahle Fruchtblatt enthält viele Samenanlagen.
Die länglich-eiförmige Hülsenfrucht ist länger als der Kelch und enthält viele Samen. Die braunen, nierenförmigen Samen sind oft gepunktet und besitzen ein seitliches, kleines, rundes Hilum.

## Systematik, botanische Geschichte und Verbreitung

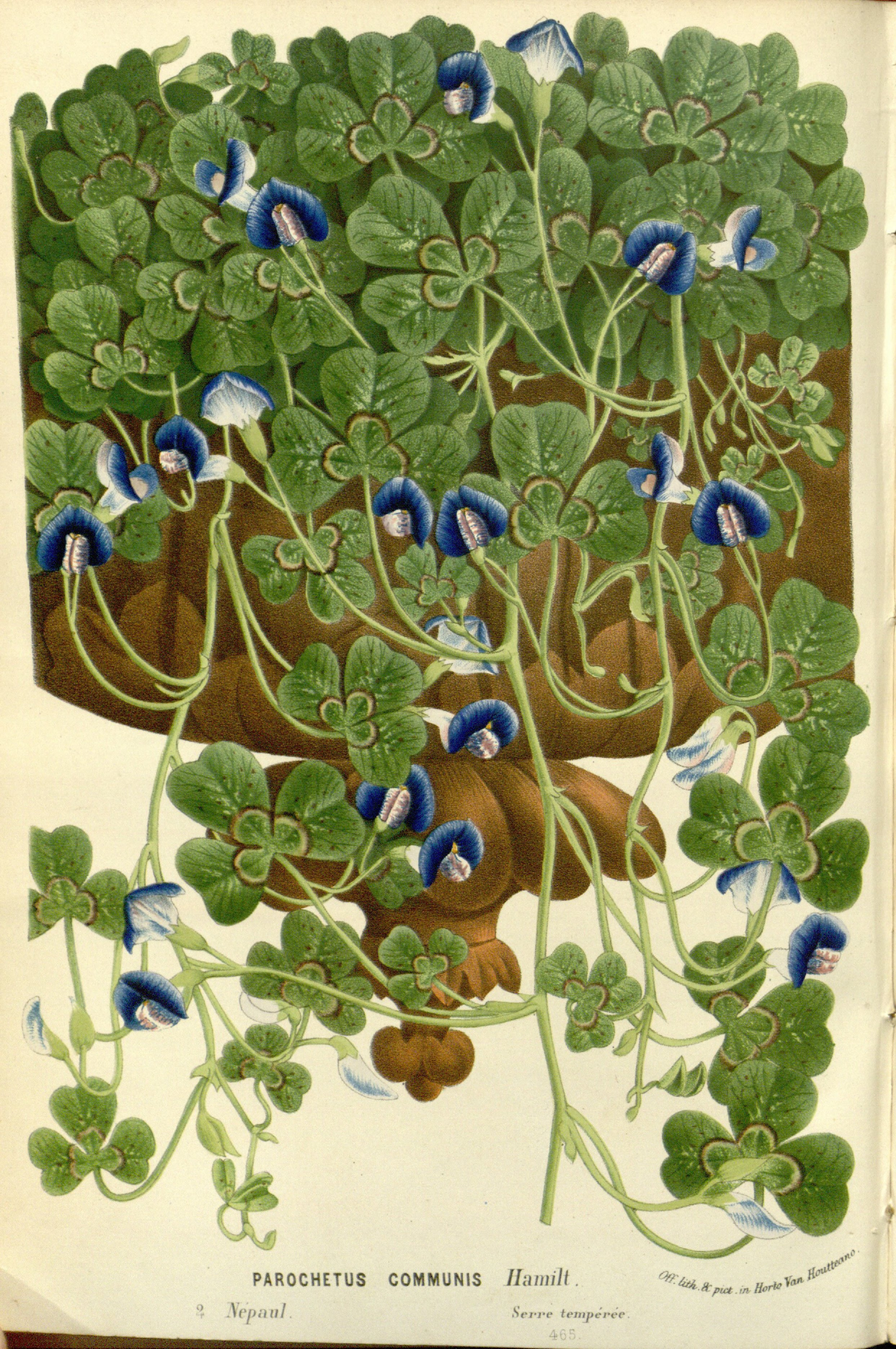
Illustration aus Flore des serres, Volume 15 von Parochetus communis

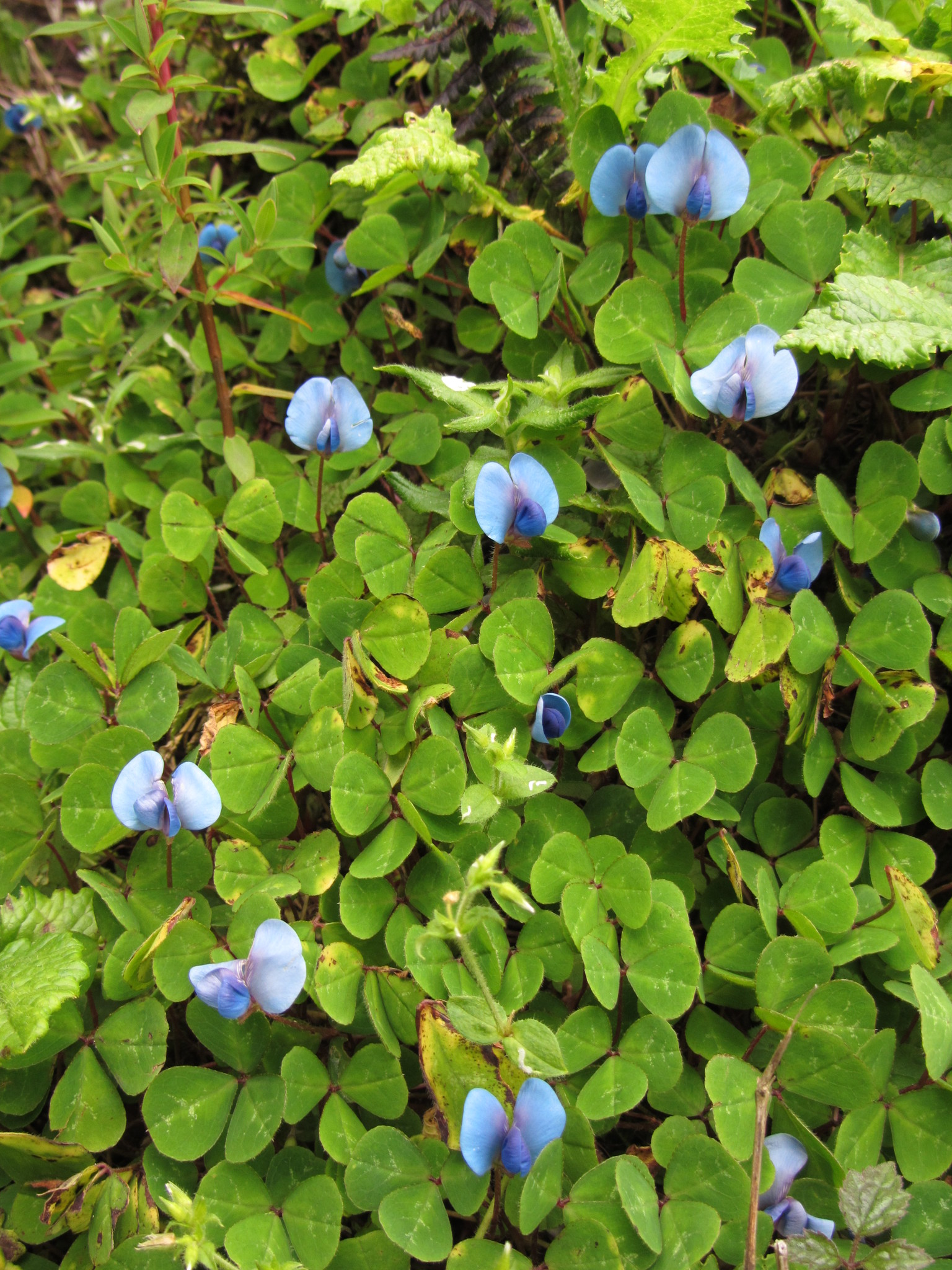
Habitus, Laubblätter und Blüten von Parochetus africanus

Die Gattung Parochetus wurde 1825 durch David Don in Prodromus Florae Nepalensis, Seite 240 aufgestellt. Don übernahm damit einen Namen von Francis Buchanan-Hamilton. Die Typusart der Gattung Parochetus ist Parochetus communis. Der botanische Gattungsname Parochetus setzt sich aus den altgriechischen Wörtern para für „neben“ und ochetós für „Graben, Rinne, Kanal“ zusammen, worauf sich dies bezieht, hat Don bzw. Buchanan-Hamilton nicht erwähnt.
Die Gattung Parochetus gehört zur Tribus Trifolieae in der Unterfamilie der Faboideae.
Parochetus africanus ist im östlichen Afrika (Sambia, Burundi, Republik Kongo, Kenia, Ruanda, Tansania, Uganda und Äthiopien), Parochetus communis im zentralen und südlichen Asien (Bhutan, Nepal, Indien, Sri Lanka, nördliches Thailand, Malaysia, Myanmar, China und Vietnam) verbreitet.
Die Gattung Parochetus umfasst nur zwei Arten:
- Parochetus africanus Polhill: Sie kommt von Äthiopien bis ins tropische südliche Afrika vor.
- Parochetus communis Buch.-Ham. ex D. Don. Diese Art wird manchmal Blaue Oxalis, Schmetterlingsklee oder Blauklee genannt und gelegentlich als bodendeckende Zierpflanze verwendet. Die Chromosomenzahl beträgt 2n = 16.[3] Sie kommt von Sri Lanka, Indien, Nepal, Bhutan, Tibet, über die chinesischen Provinzen Sichuan sowie Yunnan, Myanmar, nördlichen Thailand, Vietnam bis Malaysia vor.[4]